# Mordellistena sumifubra
Mordellistena sumifubra es una especie de coleóptero de la familia Mordellidae.

## Distribución geográfica
Habita en Kumaon.